# Accident de bus de Dinant
L'accident de bus de Dinant est un accident de la route qui s'est produit le 15 juillet 1969 à Dinant (province de Namur, Belgique), lorsqu'un autobus fit une sortie de route dans la Meuse. Le bilan fut de 21 morts et 4 rescapés. C'est l'un des accidents routiers les plus mortels de Belgique.

## Faits
Le mardi 15 juillet 1969 vers 13 h 20, un autobus néerlandais de la société Arnold Van Dijk emmenant des touristes d'Eindhoven à Bouillon plonge dans la Meuse au bas de la rue Saint-Jacques, après que ses freins ont souffert d'un dysfonctionnement en haut de la rue, arrachant au passage les barrières de sécurité du Quai Jean-Baptiste Culot.

## Bilan humain
Quatre des 25 personnes à bord purent s'extraire de l'autobus, 21 autres périrent.